# Mene maculata
Mene maculata är en fiskart som först beskrevs av Bloch och Schneider, 1801.  Mene maculata är ensam i släktet Mene och i familjen Menidae. Inga underarter finns listade i Catalogue of Life.
I släktet Mene finns flera fossila arter beskrivna.
Arten förekommer i Indiska oceanen och i västra Stilla havet från södra Afrika till öar i Oceanien och till södra Japan. Den besöker även bräckt vatten. Fisken är vanligast vid ett djup av 50 till 200 meter. Individerna blir vanligen upp till 20 cm långa och några exemplar har en maximallängd av 30 cm. Mene maculata bildar grupper och äter ryggradslösa djur. Den fiskas som matfisk. Det vetenskapliga namnet är bildat av det grekiska ordet mene, meneos (robust).